# Serenata in Vano
Serenata in vano (Latijn voor Vergeefse serenade) is een compositie van de Deense componist Carl Nielsen. Het eendelig werk is geschreven voor klarinet, fagot, hoorn, cello en contrabas.
De compositie is geschreven voor een reeks zomerconcerten geleid door de contrabassist Ludvig Hegner en diende als aanvulling op een programma met het Septet van Beethoven. Het zou oorspronkelijk ook een septet worden, maar Nielsen hield het bij een kwintet. Nielsen gaf het deze titel, omdat in zijn ogen de dame aan wie de serenade is gebracht), niet op het balkon verschijnt, hoe de musici daarop ook aandringen. De mars in het laatste gedeelte staat voor het feit dat de musici teleurgesteld aftaaien.
De première vond plaats in Nykøbing Falster in het kader van die zomerconcerten.

## Bron en discografie
- Uitgave Dacapo; Diamant Ensemble